# دنيس بيكر
دنيس بيكر (29 ديسمبر 1947 في أستراليا - ) (بالإنجليزية: Dennis Baker)‏ هو لاعب كريكت أسترالي. لعب مع فريق تسمانيا للكريكت وفريق غرب أستراليا للكريكت ‏.

## وصلات خارجية
- دنيس بيكر على موقع إي آس بي آن كريك إنفو (الإنجليزية)